# Contado di Molise

Wappen von Contado di Molise

Region Molise (gelb), Contado di Molise (rot)

Der Contado di Molise (oder Contado del Sannio) war eine Verwaltungseinheit, die zunächst dem Königreich Sizilien, dann dem Königreich Neapel und schließlich dem Königreich beider Sizilien zugeordnet war. Das Territorium und der rechtliche Status des Gebiets haben sich im Laufe der Jahrhunderte aufgrund unterschiedlicher Verwaltungsstrukturen verändert. Es lassen sich dabei drei Hauptphasen unterscheiden: diejenige der Contea di Molise (Comitatus Molisii) im Mittelalter, die des Contado Molise in der frühen Neuzeit und die der Provinz des Contado Molise in der Neuzeit.
Ursprünglich umfasste das Territorium hauptsächlich den zentralen Teil von Molise und dehnte sich je nach Epoche über ein Gebiet aus, das von den südlichen Abruzzen bis nach Nordkampanien reichte. Erst mit den Verwaltungsreformen der ersten Jahrzehnte des 16. Jahrhunderts erhielt der Contado di Molise eine stabile geografische und verwaltungstechnische Struktur, die jedoch von anderen Einheiten abhängig war und bis zu den Reformen der napoleonischen Ära (1796–1815) praktisch unverändert blieb. Auf jeden Fall liegen alle diese Konformationen deutlich außerhalb des aktuellen Gebiets.

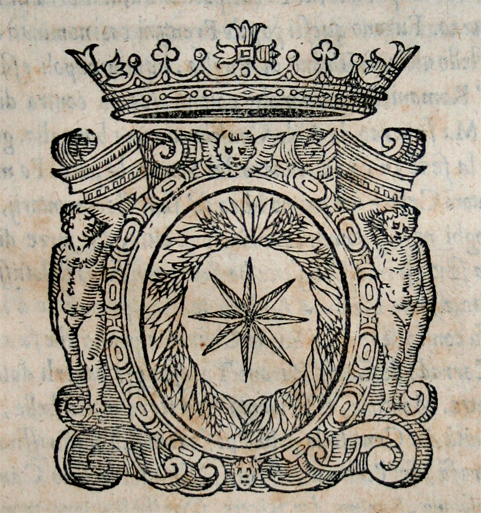
Wappen des Contados di Molise aus dem 17. Jahrhundert

Das Wappen zeigt einen weißen Stern auf hellem Grund, der von einer Girlande aus Ähren auf zinnoberrotem Grund umgeben ist. Die Ähren werden oft als Symbol für Überfluss interpretiert, während der Stern möglicherweise das Wappen der Familie del Balzo darstellt, die in diesem Gebiet viele Ländereien besaß. Es ist jedoch nicht auszuschließen, dass der Hinweis auf diese Familie aufgrund des besonderen heraldischen Namens dieses Sterntyps aus einem Missverständnis resultiert.

## Der Ursprung des Toponyms
Es gibt verschiedene Theorien zum Ursprung des Toponyms „Molise“. 
Der Name könnte gemäß Francesco D’Ovidio von der adjektivischen Form von Mola oder Molinum stammen, von denen die Molenses, also Bewohner in der Nähe der Mühle, abstammen.
Andere sind der Meinung, es handle sich um den Namen eines Lehens, einer Burg oder einer alten samnitischen Stadt (das von Livius erwähnte Melae). Der Überlieferung nach soll der erste Gastalde von Bojano, Alczeco, seine Burg auf den Ruinen von Melae erbaut haben.
Eine andere Hypothese besagt, dass der Name Molise eine Abwandlung der Familiennamen Marchisio und de Molisio ist, wie sie in einer Urkunde aus dem Jahr 1195 erscheinen. In dieser Urkunde unterschreibt Graf Corrado di Luzelinart als Corradus Marchisium de Molisio. Diese Signatur hätte zu Missverständnissen führen können, da sie als Corrado, Markgraf von Molise fehlinterpretiert worden wäre.
Im Gegensatz dazu versuchte der Historiker Giambattista Masciotta eine Verbindung zwischen dem Krieger Alczeco und der Familie Molisio durch die Festlegung einer direkten Abstammungslinie herzustellen.
Die anerkannteste Theorie besagt, dass der Ursprung des Toponyms auf den Familiennamen de Molisio zurückgeführt werden kann. Diese Familie unter der Führung von Radulfus de Molisio stammte aus dem Lehen Moulins-la-Marche, das zum Herzogtum Normandie gehörte. Als Waffengefährte von Robert Guiscard wurde er Lehnsherr und unterstützte die Hauteville bei der Eroberung einiger samnitischer Gebiete, die Teil des Königreichs Sizilien werden sollten.
Studien, die sich auf die Analyse von antiken Texten stützen, die in Süditalien und Europa veröffentlicht wurden, sehen die Conti de Molisio als Ursprung des Contado di Molise, und zwar aufgrund der territorialen Ausdehnung der Grafschaft Bojano, die im 12. Jahrhundert von den Conti de Molisio gegründet wurde. Diese Theorie wird weiterhin durch die Tatsache gestützt, dass die Verwendung von Eigennamen genau zu dieser Zeit aufkam.

## Das Giustizierato

### Das Territorium
Die Wurzeln des späteren Contado di Molise reichen bis in die Zeit der Langobarden zurück, als die Region zum Herzogtum Benevent gehörte. Zu dieser Zeit entstanden mehrere Gastalde, die dem Herzogtum als untergeordnete Verwaltungseinheiten dienten. Ein besonders bedeutsames Gastaldat war das von Bojano. Um 667 wurde dieses Gebiet dem bulgarischen Condottiere Alzeco zugesprochen, der damit zum ersten Gastalde eines fast unbewohnten Gebiets wurde.
Bojano gewann im Vergleich zu anderen Gastalden, die in der normannischen Epoche zu Grafschaften werden sollten, an Bedeutung und wurde zum Gründungskern des zukünftigen Molise. Zwischen dem Ende des 11. und dem Beginn des 12. Jahrhunderts etablierte sich der Name Comitatus Molisii für die Grafschaft Bojano. Diese umfasste zur gleichen Zeit weitere Grafschaften und Territorien wie Venafro, Larino, Trivento, Isernia, Campomarino, das Massiv Matese, Pietrabbondante, Termoli, Mignano bis hin zu Capracotta, Capriata und Prata. Diese Grafschaftserweiterung wurde von der Familie de Molinis durchgeführt.
So entstand eine territoriale Einheit, welche über Jahrhunderte hinweg ihre eigene Identität bewahren sollte. Allerdings kann diese Einheit nicht auf die heutige Region zurückgeführt werden.

### Der Giustizierato und seine Entstehung
Friedrich II., der seit einiger Zeit versucht hatte, die feudale Macht zugunsten der königlichen Macht einzuschränken, besiegte im Jahr 1221 den Widerstand von Tommaso di Segni, Graf von Celano und Molise, und wandelte das Contado di Molise in ein Giustizierato um. Im Zuge der Zentralisierungsbestrebungen des Herrschers von Palermo wurde ein Vertreter der königlichen Macht, der Großmeistergiustiziere, mit der Verwaltung der Reichsgerichtsbezirke des Königreichs betraut, die in mehrere Bezirke unterteilt waren. In der staufischen und angevinischen Zeit wurde die Verwaltung von Molise mit der von Terra di Lavoro vereint und bildeten zusammen einen einheitlichen Bezirk, den Justitiaratus Molisii et Terre Laboris.

## Der Contado di Molise in der Frühneuzeit

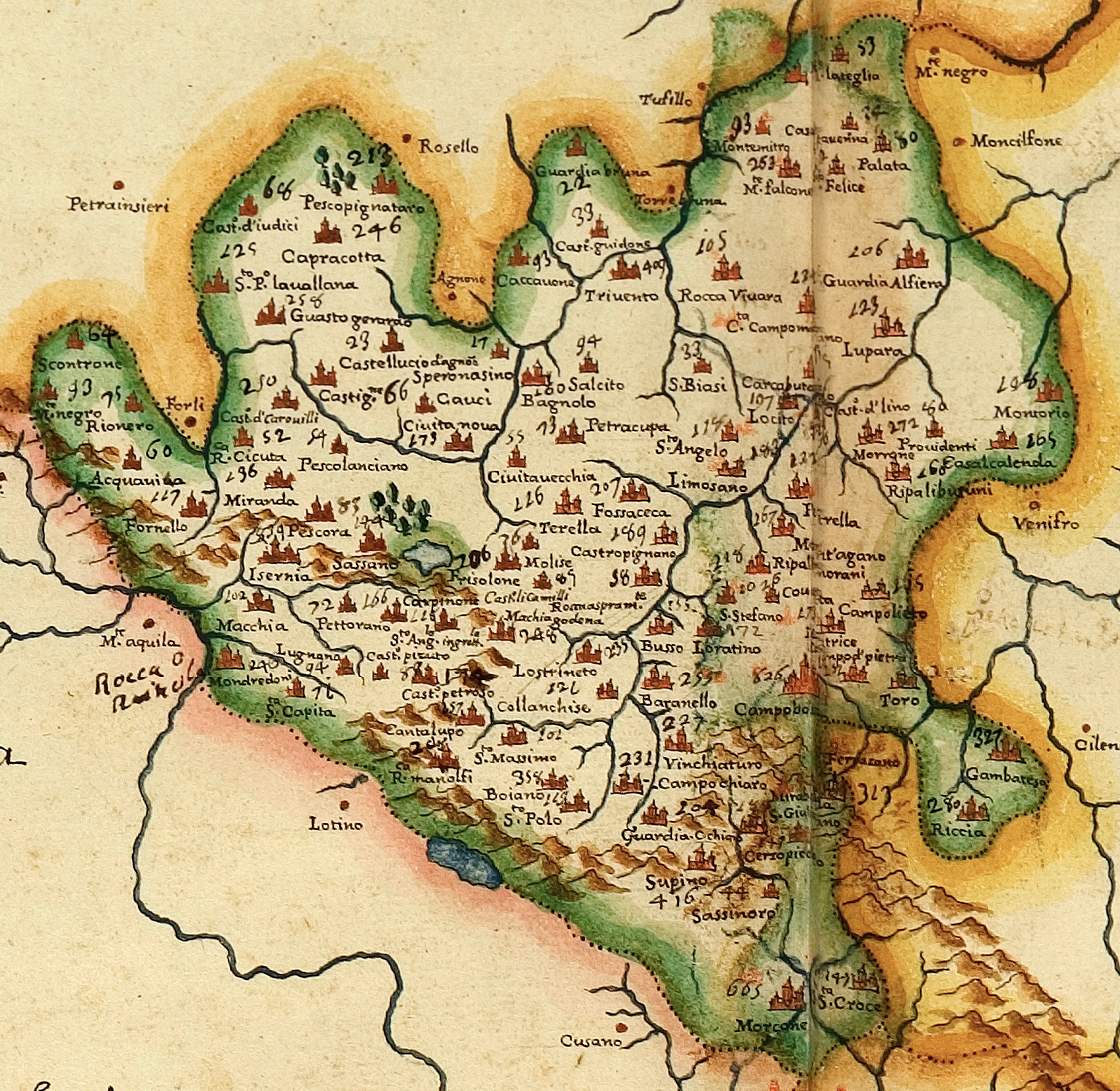
Der Contado di Molise gemäß der Karte von Mario Cartaro und Nicolò Antonio Stigliola (1613).

Auch nach der Einführung des aragonesischen Regimes und der Reform des Gerichtswesens blieben die beiden Territorien weiterhin administrativ miteinander verbunden. Durch die Eroberung des Königreichs Neapel durch die Aragonier und die damit einhergehende administrative Neuordnung erfolgte eine Veränderung, welche erhebliche Auswirkungen auf den Contado di Molise haben sollte.
Im Jahr 1447 erließ Alfons von Aragon ein Dekret, mit dem ein königlicher Zoll auf die aus Apulien stammenden Schafe eingeführt wurde. Durch die Gründung des Zolls blieb der Contado di Molise zwar formal Teil der Terra di Lavoro, ging jedoch enge wirtschaftliche Beziehungen zur Capitanata ein.
Zu einem nicht genau bekannten Zeitpunkt, vermutlich während des spanischen Vizekönigreichs um die Mitte des 16. Jahrhunderts, wurde der Contado di Molise von der Terra di Lavoro abgetrennt und mit der Capitanata vereint.
Die königliche Audienz von Lucera, welche im Jahr 1544 gegründet wurde, hatte ebenfalls die Gerichtsbarkeit über die Grafschaft Molise. Diese Provinz blieb bis zu den Verwaltungsreformen von 1806 mit der Capitanata verbunden.

## Die Provinz

### Institution und Autonomie der Verwaltung

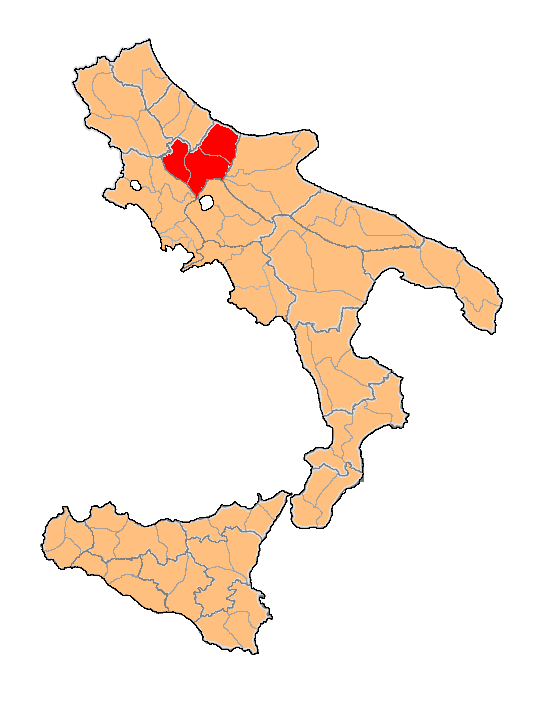
Die Provinz Molise im Rahmen der administrativen Neuordnung von 1806–11

Mit dem Gesetz 132 vom 8. August 1806 über die Aufteilung und Verwaltung der Provinzen des Königreichs Neapel reformierte Joseph Bonaparte die territoriale Aufteilung nach französischem Vorbild. Zugleich wurde das System der königlichen Audienzen, ein altes Rechtsinstitut, das dem heutigen Appellationsgerichtshof entspricht, abgeschafft.
In den nachfolgenden Jahren (zwischen 1806 und 1811) wurde der Prozess der Errichtung der Provinzen durch eine Reihe von königlichen Dekreten vollständigiert. Diese legten die zugehörigen Gemeinden, territorialen Grenzen sowie die Namen der Bezirke und Kreise fest, in die jede Provinz unterteilt wurde.
Auf der Grundlage dieser Reform wurde am 27. September 1806 mit dem Gesetz 189 die Trennung des Contado di Molise von der Capitanata vollzogen. Bis zu diesem Zeitpunkt war Lucera die Hauptstadt.
Die Grenzziehung war mühsam und wurde erst am 4. Mai 1811 abgeschlossen. Zuvor erfolgte die Abtretung des Bezirks Larino, wodurch auch Termoli von der Capitanata abgetrennt wurde, sowie die Gebiete von Petacciato und des Bezirks Agnone von der Abruzzo Citra. Erst danach wurden die Abgrenzungen der Provinzen, Bezirke und Kreise endgültig festgelegt und der Bezirk Campobasso erhielt eine Form, die dem heutigen Molise nahekommt.
Ab dem 1. Januar 1817 wurde die Verwaltung durch das Gesetz über die administrative Umschreibung der Provinzen der königlichen Herrschaftsgebiete diesseits des Faro vom 1. Mai 1816 endgültig organisiert.

### Administrative Untergliederung
Die Provinz war in aufeinanderfolgende Verwaltungsebenen unterteilt, die hierarchisch von der vorhergehenden Ebene abhingen. Die nächste Ebene unterhalb der Provinz waren die Bezirke (Distretti), die sich wiederum in Kreise (Circondari) unterteilten. Die Bezirke bestanden aus Gemeinden (Comuni), welche die Grundeinheit der politisch-administrativen Struktur des modernen Staates bildeten. Zu diesen Gemeinden konnten auch Dörfer (villaggi) gehören, welche überwiegend ländlichen Charakter hatten.
Die Provinz umfasste die folgenden Bezirke:
- Bezirk von Campobasso, ab 1806
- Bezirk von Isernia, ab 1806
- Bezirk Larino wurde im Jahr 1806 als Teil von Capitanata gegründet und wurde (nach territorialen Änderungen) im Jahr 1811 zu Molise zusammengefasst.

Jeder Bezirk war in 33 Teilbezirke unterteilt, welche insgesamt 132 Gemeinden umfassten.